# Aloe aculeata
Aloe aculeata é uma espécie de liliopsida do gênero Aloe, pertencente à família Asphodelaceae.